# Transformers : La Guerre pour Cybertron
Transformers : La Guerre pour Cybertron (Transformers: War for Cybertron) est un jeu vidéo de tir à la troisième personne développé par High Moon Studios et édité par Activision en 2010 sur PS3, Xbox 360 et Windows.
Une autre version est développée sur Wii dénommée Transformers : Aventures sur Cybertron (Transformers: Cybertron Adventures). Les versions sur Nintendo DS sont, quant à elles, divisées en deux jeux distincts : l'un suit l'histoire du côté des gentils, Autobots, et l'autre du côté des méchants, Decepticons.
Il met en scène la guerre qui oppose les Autobots aux Decepticons sur leur planète d'origine Cybertron.
Une suite sort en août 2012 : Transformers : La Chute de Cybertron.

## Synopsis
La guerre civile entre les Autobots de Zeta Prime et les Decepticons de Megatron ravage Cybertron, la planète des Transformers. Afin de remporter la victoire, le chef des Decepticons veut utiliser un pouvoir ancien, l'Énergon Noir, l'antithèse de l'énergie cybertronienne dominante, l'Énergon, qui pourrait lui donner l'avantage sur les Autobots.

### Chapitres 1 à 5 (Decepticons)
L'Énergon Noir est une source destructrice conservrée dans une station orbitale sous la protection de Starscream, un commandant corrompu. Après avoir infiltré la station avec Barricade et Brawl, ainsi que Soundwave, Megatron établit le tout premier contact direct sans échec avec l'Énergon Noir. Admirant la puissance du gladiateur Decepticon, Starscream décide de s'allier avec les Decepticons, poursuivant un but principalement personnel. Il révèle alors que les réservoirs d'Énergon Noir étaient très faibles et qu'il avait trouvé un moyen d'en produire plus: en utilisant un ancien pont d'Énergon afin de réapprovisionner la station. Cependant, Jetfire un agent Autobot de la station s'échappe pour aller prévenir Zeta Prime des actions futures des Decepticons. Megatron ordonne donc à Starscream et ses deux clones, Thundercracker et Skywarp, de réactiver le pont d'Énergon. Une mission que les trois Decepticons réussissent.
Maintenant que l'approvisionnement en Energon Noir est assuré, Megatron va pouvoir exécuter son plan de domination de Cybertron. En effet, il voudrait accéder au noyau de la planète afin de le corrompre d'Énergon Noir et assurer sa suprématie. En revanche, pour y accéder, la porte du noyau requiert une clé spécifique: la clé Omega. Celle-ci est possédée par le chef des Autobots, Zeta Prime, nommé protecteur de la clé par le Conseil des Primes. Megatron a alors l'idée de lancer un assaut militaire massif sur Iacon, la capitale des Autobots, afin d'attirer Zeta Prime vers lui. Il part avec Soudwave et Breakdown récupérer la clé Omega. Quant à Starscream, Megatron lui donne la responsabilité des opérations militaires pour cet assaut. Après de lourds bombardements Decepticons sur la cité, Megatron trouve Zeta Prime et le désactive après un duel acharné, récupérant ainsi la clé Omega. Mais ce que Megatron pensait être la clé Omega est en fait un dispositif activant la vraie clé d'accès au noyau, qui n'est autre que le gardien (allié aux Autobots) du noyau de Cybertron, Omega Supreme. Après un long combat spectaculaire sur Iacon, Megatron, Soudwave et Breakdown, réussissent à le vaincre. Omega Supreme est forcé d'ouvrir la porte vers le noyau avant d'être ensuite emprisonné et examiné par les Decepticons. Megatron a enfin accès au cœur de Cybertron. Sans plus attendre il corrompt de suite le cœur de Cybertron d'une impressionnante quantité d'Énergon Noir.
Cybertron est à partir de ce jour clé, sous le contrôle total de Megatron et de son armée Decepticons.

### Chapitres 6 à 10 (Autobots)
Les Autobots n'ont jamais été en aussi mauvaise posture. Alors que les Autobots se retrouvent sans chef, Optimus, un guerrier Autobot vaillant et courageux, est nommé pour assurer l'intérim, ayant appris par Bumblebee, un messager Autobot, la mort de Zeta Prime. Sur Iacon, la capitale qui s’effondre lentement sous les attaques de Megatron et de ses Decepticons, il part avec Bumblebee et Ratchet, le médecin en chef des Autobots, redresser la cité militairement et moralement, car le décès de Zeta Prime et d'Omega Supreme cause un choc pour l'armée Autobot. Ils commencent par rétablir les canons puis réactivent les communications dans le Decagon, le principal centre des communications Autobot. Ils affrontent Starscream, qui surveillait le Decagon et s'enfuit. Mais Optimus reçoit un message de Zeta Prime, que tous croyaient mort. Il dit qu'il est retenu dans la prison de Kaon, la capitale des Decepticons, et qu'il a des informations capitales pour gagner la guerre. Ratchet pense que ce message n'est qu'un piège de Megatron pour attirer Optimus dans la forteresse des Decepticons; mais ce dernier estime qu'il faut quand même prendre le risque pour Zeta. Il se laisse alors capturer par les Decepticons pour infiltrer la prison avec Bumblebee et Sideswipe. Alors que les trois Autobots sont sur le point de se faire exécuter, Air Raid, un Aérobot, sauve Optimus et son équipe. Ils arrivent enfin à trouver Zeta Prime sous la garde de Soundwave, qui s'enfuit après un combat avec Optimus et ses deux agents. Malheureusement, Zeta succombe à ses blessures et décède. Optimus rapporte Zeta au Conseil des Primes, qui élit Optimus pour son courage et sa sagesse, le déclarant dernier des Primes. En plus de ce titre, ils confient une mission cruciale à Optimus Prime: il doit vaincre le fléau de l'Énergon Noir qui a infecté le cœur de Cybertron et qui menace de détruire toute vie sur la planète.
Optimus Prime part sur le champ accéder au noyau de Cybertron avec Ironhide, un expert en armement, et Warpath, un expert en armurerie. Sur leur chemin ils trouvent Omega Supreme, qui se fait torturer par les Decepticons à coups de charges d'Énergon Noir. Optimus Prime n'a jamais vu le gardien du noyau aussi faible. Alors les trois Autobots lui viennent en aide et détruisent les Decepticons qui l'examinaient. En remerciement, Omega Supreme ouvre la porte à Optimus Prime, Ironhide et Warpath, au cœur de Cybertron. Après un combat avec une créature créée à partir d'Énergon Noir, Optimus parle avec Primus (le nom donné au noyau de Cybertron). Ce dernier explique que sa corruption était fatale pour la planète et qu'il faudra qu'il se désactive pour arrêter l'avancée de cette énergie noire, ce processus qui prendra des millions années. Alors, Primus confia à Optimus Prime un artefact qui, s'il est conservé entre de bonne mains, maintiendra Cybertron en vie: c'est la Matrice du Commandement. Optimus Prime comprend alors que pour que Cybertron se reconstruise correctement, il faut qu'ils quittent la planète, pour assurer la sécurité de la Matrice. Dès lors, Optimus lance une évacuation planétaire à tous les Autobots de Cybetron. Mais il s'avère que Megatron avait tout prévu. Les vaisseaux Autobots qui partent de Cybertron se font désintégrer par un canon orbital Decepticons. Après avoir infiltré et endommagé le canon orbital, Silverbolt, Jetfire et Air Raid réveillent un colosse Decepticons, appelé Trypticon. Il était en tant que canon géant, dans sa forme véhicule. Transformé dans sa vraie forme, sont jetpack est détruit et il s'écrase sur Cybertron. Optimus Prime, Bumblebee et Ironhide partent l'affronter sur son point d'atterrissage et, après un combat d'une grande intensité, parviennent à le vaincre. L'histoire se termine avec le départ en sécurité des Autobots de Cybertron. Optimus a cependant, commandité un transport galactique encore plus grand que les vaisseaux déjà partit. Ce vaisseau est dénommé l'Arche et pourra transporter une plus grande quantité d'Energon et d'Autobots, pour voyager encore plus loin dans l'espace. Le vaisseau est en préparation...

## Voix françaises
- Patrice Melennec : Optimus Prime et Cyclonus (NDS)
- Bruno Carna : Megatron, Onslaught (NDS) et les Autobots furtifs (Cloakers)
- Cyrille Monge : Starscream, Air Raid (NDS), les Aérobots et voix additionnelles
- Sylvain Lemarié : Zeta Prime et Trypticon
- Patrick Borg : Barricade, le Narrateur, d'autres soldats Decepticons (Aventures sur Cybertron) et Decepticon "Soldat" (multijoueur)
- Michel Vigné : Brawl, les Seekers, les soldats Decepticons, d'autres soldats Autobots (Aventures sur Cybertron) et Autobot "Scientifique" (multijoueur)
- Pascal Casanova : Ironhide et voix additionnelles
- Bernard Bollet : Jetfire, les soldats Autobots, les Decepticons furtifs (Cloakers), d'autres soldats Autobots (Aventures sur Cybertron) et voix additionnelles
- Paul Borne : Soundwave, le Membre du Conseil, le Noyau de Cybertron (Primus) et voix additionnelles
- Martial Le Minoux : Air Raid, Dirge (NDS), Dragstrip (NDS), Motormaster (2ème voix) (NDS) et Autobot "Chef" (multijoueur)
- Thierry Mercier : Breakdown, Grimlock (NDS), Motormaster (1er voix) (NDS), les Autobots brutes / lourds / destructeurs et voix additionnelles
- Philippe Dumond : Ratchet, Omega Supreme et Ultra Magnus (NDS)
- Thierry Kazazian : Frenzy et Rumble, Jazz (NDS), Swoop (NDS), Breakdown (NDS), d'autres soldats Autobots (Aventures sur Cybertron) et Autobot "Soldat" (multijoueur)
- Patrice Baudrier : Sideswipe, Hot Shot (NDS), d'autres soldats Autobots (Aventures sur Cybertron) et Decepticon "Chef" (multijoueur)
- Nessym Guetat : Bumblebee et voix additionnelles
- Marc Saez : Silverbolt, Cliffjumper (NDS) et Decepticon "Éclaireur" (multijoueur)
- Bernard Métraux : Skywarp, les Decepticons brutes / lourds, Decepticon "Scientifique" (multijoueur) et voix additionnelles
- Achille Orsoni : Thundercracker, Ramjet (NDS), Warpath (NDS) et d'autres soldats Decepticons (Aventures sur Cybertron)
- Marc Alfos : Warpath, Shockwave (NDS), les destructeurs Decepticons, d'autres soldats Decepticons (Aventures sur Cybertron) et Autobot "Éclaireur" (multijoueur)
- Marie Chevalot : Arcee et Autobot "Éclaireuse" (multijoueur)
- Laëtitia Lefebvre : Slipstream et Decepticon "Scientifique" (multijoueur)